# Liste der Städte in Polen

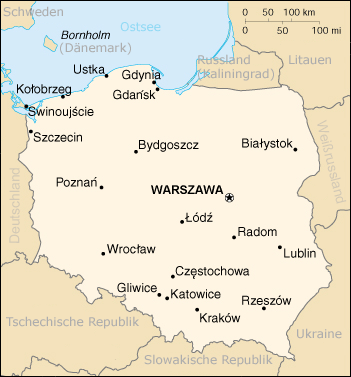
Karte von Polen

Die Liste der Städte in Polen bietet einen Überblick über die Entwicklung der Einwohnerzahl der größeren Städte des Staates Polen und enthält eine vollständige Auflistung aller 1013 Städte des Landes in alphabetischer Reihenfolge (Stand 1. Januar 2024).

## Agglomerationen nach Einwohnerzahl
Die größten Agglomerationen in Polen sind (Stand 1. Januar 2008):
1. Katowice–Sosnowiec (Oberschlesisches Industriegebiet/Metropole Oberschlesien-Kohlenbecken): 2.552.515 Einwohner
2. Warschau: 2.251.474 Einwohner
3. Łódź: 982.508 Einwohner
4. Danzig: 866.613 Einwohner
5. Krakau: 801.739 Einwohner
6. Stettin: 763.321 Einwohner (grenzüberschreitend)

Damit konzentrieren sich über 20 Prozent der Einwohner Polens auf diese sechs Regionen.

## Städte nach Einwohnerzahl
Die Tabelle enthält alle Städte mit mehr als 50.000 Einwohnern, die Ergebnisse der Volkszählung (VZ) vom 20. Mai 2002 und 20. Mai 2011 sowie Schätzungen des Statistischen Zentralamts in Polen für den 31. Dezember 1992 und 31. Dezember 2020.
Angeführt ist auch die Woiwodschaft, zu der die Stadt gehört. Die Einwohnerzahlen beziehen sich auf die jeweilige Gemeinde in ihren politischen Grenzen, ohne politisch selbständige Vororte.
(VZ = Volkszählung, S = Schätzung)
| Rang (2020) | Name auf Polnisch       | Name auf Deutsch          | S 1992    | VZ 2002   | VZ 2011   | Schätzung (31. Dezember 2020) | Woiwodschaft     |
| ----------- | ----------------------- | ------------------------- | --------- | --------- | --------- | ----------------------------- | ---------------- |
| 1.          | Warszawa                | Warschau                  | 1.644.515 | 1.671.670 | 1.700.612 | 1.794.166                     | Masowien         |
| 2.          | Kraków                  | Krakau                    | 744.032   | 758.544   | 757.611   | 779.966                       | Kleinpolen       |
| 3.          | Łódź                    | Lodsch, Lodz              | 838.367   | 789.318   | 728.892   | 672.185                       | Łódź             |
| 4.          | Wrocław                 | Breslau                   | 640.663   | 640.367   | 630.131   | 641.928                       | Niederschlesien  |
| 5.          | Poznań                  | Posen                     | 582.919   | 578.886   | 554.696   | 532.048                       | Großpolen        |
| 6.          | Gdańsk                  | Danzig                    | 461.680   | 461.334   | 460.276   | 470.805                       | Pommern          |
| 7.          | Szczecin                | Stettin                   | 416.402   | 415.399   | 410.131   | 398.255                       | Westpommern      |
| 8.          | Bydgoszcz               | Bromberg                  | 383.568   | 373.804   | 363.926   | 344.091                       | Kujawien-Pommern |
| 9.          | Lublin                  | Lublin                    | 350.377   | 357.110   | 349.103   | 338.586                       | Lublin           |
| 10.         | Białystok               | Bialystok                 | 274.095   | 291.383   | 294.001   | 296.958                       | Podlachien       |
| 11.         | Katowice                | Kattowitz                 | 359.887   | 327.222   | 310.764   | 290.553                       | Schlesien        |
| 12.         | Gdynia                  | Gdingen                   | 250.171   | 253.458   | 249.242   | 246.991                       | Pommern          |
| 13.         | Częstochowa             | Tschenstochau             | 259.556   | 251.436   | 236.796   | 217.530                       | Schlesien        |
| 14.         | Radom                   | Radom                     | 230.374   | 229.699   | 221.287   | 209.296                       | Masowien         |
| 15.         | Toruń                   | Thorn                     | 201.806   | 211.243   | 206.619   | 198.613                       | Kujawien-Pommern |
| 16.         | Sosnowiec               | Sosnowitz                 | 251.279   | 232.622   | 216.420   | 197.586                       | Schlesien        |
| 17.         | Rzeszów                 | Rzeszow                   | 156.739   | 160.376   | 179.386   | 196.638                       | Karpatenvorland  |
| 18.         | Kielce                  | Kielce                    | 213.651   | 212.429   | 205.902   | 193.415                       | Heiligkreuz      |
| 19.         | Gliwice                 | Gleiwitz                  | 214.389   | 203.814   | 187.474   | 177.049                       | Schlesien        |
| 20.         | Olsztyn                 | Allenstein                | 164.882   | 173.102   | 174.645   | 171.249                       | Ermland-Masuren  |
| 21.         | Zabrze                  | Hindenburg1               | 203.524   | 195.293   | 181.128   | 170.924                       | Schlesien        |
| 22.         | Bielsko-Biała           | Bielitz-Biala             | 179.689   | 178.028   | 184.765   | 169.756                       | Schlesien        |
| 23.         | Bytom                   | Beuthen                   | 229.243   | 193.546   | 185.793   | 163.255                       | Schlesien        |
| 24.         | Zielona Góra            | Grünberg                  | 115.134   | 133.297   | 137.523   | 140.892                       | Lebus            |
| 25.         | Rybnik                  | Rybnik                    | 143.125   | 142.731   | 141.080   | 137.128                       | Schlesien        |
| 26.         | Ruda Śląska2            | Ruda O.S.                 | 167.685   | 150.595   | 144.584   | 136.423                       | Schlesien        |
| 27.         | Opole                   | Oppeln                    | 129.554   | 129.946   | 122.625   | 127.839                       | Oppeln           |
| 28.         | Tychy                   | Tichau                    | 136.643   | 132.816   | 129.776   | 126.871                       | Schlesien        |
| 29.         | Gorzów Wielkopolski     | Landsberg an der Warthe   | 124.551   | 125.914   | 125.411   | 122.589                       | Lebus            |
| 30.         | Elbląg                  | Elbing                    | 127.324   | 128.134   | 126.710   | 118.582                       | Ermland-Masuren  |
| 31.         | Dąbrowa Górnicza        | Dombrowa                  | 131.552   | 132.236   | 125.905   | 118.285                       | Schlesien        |
| 32.         | Płock                   | Plotzk                    | 125.005   | 128.361   | 125.553   | 118.268                       | Masowien         |
| 33.         | Wałbrzych               | Waldenburg                | 140.595   | 130.268   | 120.715   | 109.971                       | Niederschlesien  |
| 34.         | Włocławek               | Leslau                    | 122.309   | 121.229   | 116.783   | 108.561                       | Kujawien-Pommern |
| 35.         | Tarnów                  | Tarnau                    | 121.894   | 119.913   | 114.053   | 107.498                       | Kleinpolen       |
| 36.         | Chorzów                 | Königshütte               | 128.832   | 117.430   | 111.692   | 106.846                       | Schlesien        |
| 37.         | Koszalin                | Köslin                    | 110.793   | 108.709   | 109.248   | 106.235                       | Westpommern      |
| 38.         | Kalisz                  | Kalisch                   | 106.551   | 109.498   | 105.386   | 99.106                        | Großpolen        |
| 39.         | Legnica                 | Liegnitz                  | 106.579   | 107.100   | 103.238   | 98.436                        | Niederschlesien  |
| 40.         | Grudziądz               | Graudenz                  | 103.438   | 100.376   | 98.726    | 93.564                        | Kujawien-Pommern |
| 41.         | Jaworzno                | Jaworzno                  | 98.474    | 96.826    | 94.732    | 90.368                        | Schlesien        |
| 42.         | Słupsk                  | Stolp                     | 102.036   | 99.943    | 95.882    | 89.780                        | Pommern          |
| 43.         | Jastrzębie-Zdrój        | Bad Königsdorff-Jastrzemb | 104.202   | 97.116    | 92.465    | 88.038                        | Schlesien        |
| 44.         | Nowy Sącz               | Neu Sandez                | 80.482    | 84.477    | 84.290    | 83.558                        | Kleinpolen       |
| 45.         | Jelenia Góra            | Hirschberg                | 93.013    | 89.339    | 85.782    | 78.335                        | Niederschlesien  |
| 46.         | Siedlce                 | Siedlce                   | 72.963    | 76.656    | 76.333    | 77.813                        | Masowien         |
| 47.         | Mysłowice               | Myslowitz                 | 93.140    | 75.712    | 75.446    | 74.559                        | Schlesien        |
| 48.         | Konin                   | Konin                     | 81.460    | 82.353    | 78.525    | 72.539                        | Großpolen        |
| 49.         | Piła                    | Schneidemühl              | 74.433    | 75.074    | 74.775    | 72.527                        | Großpolen        |
| 50.         | Piotrków Trybunalski    | Petrikau                  | 81.320    | 80.979    | 76.717    | 72.250                        | Łódź             |
| 51.         | Lubin                   | Lüben                     | 82.794    | 78.544    | 75.357    | 71.710                        | Niederschlesien  |
| 52.         | Inowrocław              | Inowrazlaw, Hohensalza    | 79.051    | 77.986    | 76.086    | 71.674                        | Kujawien-Pommern |
| 53.         | Ostrów Wielkopolski     | Ostrowo                   | 74.075    | 73.568    | 72.360    | 71.560                        | Großpolen        |
| 54.         | Suwałki                 | Suwalken                  | 63.913    | 68.923    | 69.239    | 69.639                        | Podlachien       |
| 55.         | Stargard                | Stargard in Pommern       | 72.191    | 71.367    | 69.966    | 67.579                        | Westpommern      |
| 56.         | Gniezno                 | Gnesen                    | 70.630    | 70.029    | 69.732    | 67.570                        | Großpolen        |
| 57.         | Ostrowiec Świętokrzyski | Ostrowiec                 | 79.328    | 75.639    | 73.111    | 67.404                        | Heiligkreuz      |
| 58.         | Siemianowice Śląskie3   | Siemianowitz, Laurahütte  | 79.631    | 74.269    | 70.170    | 66.270                        | Schlesien        |
| 59.         | Głogów                  | Glogau                    | 73.384    | 70.490    | 69.608    | 66.120                        | Niederschlesien  |
| 60.         | Pabianice               | Pabianice                 | 76.014    | 72.974    | 69.842    | 63.945                        | Łódź             |
| 61.         | Leszno                  | Lissa                     | 60.168    | 63.660    | 64.630    | 62.854                        | Großpolen        |
| 62.         | Żory                    | Sohrau                    | 66.188    | 63.461    | 62.094    | 62.844                        | Schlesien        |
| 63.         | Zamość                  | Zamosc                    | 64.279    | 67.160    | 66.375    | 62.785                        | Lublin           |
| 64.         | Pruszków                | Pruszkow                  | 52.944    | 54.505    | 58.144    | 62.623                        | Masowien         |
| 65.         | Łomża                   | Lomscha                   | 61.527    | 63.936    | 63.036    | 62.573                        | Podlachien       |
| 66.         | Ełk                     | Lyck                      | 53.804    | 55.224    | 59.044    | 61.903                        | Ermland-Masuren  |
| 67.         | Tarnowskie Góry         | Tarnowitz                 | 76.920    | 62.393    | 60.847    | 61.756                        | Schlesien        |
| 68.         | Tomaszów Mazowiecki     | Tomaszow                  | 69.868    | 67.554    | 65.998    | 61.338                        | Łódź             |
| 69.         | Chełm                   | Chelm                     | 68.023    | 68.909    | 66.362    | 61.135                        | Lublin           |
| 70.         | Mielec                  | Mielec                    | 63.661    | 61.728    | 61.549    | 60.075                        | Karpatenvorland  |
| 71.         | Kędzierzyn-Koźle        | Kandrzin-Cosel            | 70.991    | 67.097    | 65.161    | 60.021                        | Oppeln           |
| 72.         | Przemyśl                | Premissel                 | 68.304    | 68.095    | 65.003    | 59.779                        | Karpatenvorland  |
| 73.         | Biała Podlaska          | Biala                     | 55.065    | 58.311    | 58.009    | 56.942                        | Lublin           |
| 74.         | Stalowa Wola            | Stalowej Woli             | 71.173    | 67.555    | 64.988    | 59.623                        | Karpatenvorland  |
| 75.         | Tczew                   | Dirschau                  | 59.860    | 59.857    | 60.271    | 59.430                        | Pommern          |
| 76.         | Bełchatów               | Belchatow                 | 58.314    | 63.122    | 60.485    | 56.419                        | Łódź             |
| 77.         | Świdnica                | Schweidnitz               | 64.300    | 61.342    | 60.437    | 56.222                        | Niederschlesien  |
| 78.         | Będzin                  | Bendzin                   | 64.117    | 59.210    | 58.639    | 56.008                        | Schlesien        |
| 79.         | Zgierz                  | Zgierz                    | 59.004    | 58.393    | 58.164    | 55.673                        | Łódź             |
| 80.         | Piekary Śląskie         | Deutsch Piekar            | 67.743    | 60.909    | 57.917    | 54.702                        | Schlesien        |
| 81.         | Racibórz                | Ratibor                   | 64.327    | 59.495    | 56.919    | 54.259                        | Schlesien        |
| 82.         | Legionowo               | Legionowo                 | 50.617    | 50.420    | 53.526    | 53.529                        | Masowien         |
| 83.         | Ostrołęka               | Ostrolenka                | 52.383    | 54.238    | 53.572    | 51.656                        | Masowien         |

1: Name zwischen 1915 und 1945

2: Vereinigung von Ruda und Nowy Bytom (Friedenshütte) 1959

3: Vereinigung von Siemianowice (Siemianowitz) und Huta Laura (Laurahütte) 1924

## Alphabetische Übersicht

### A
| - Aleksandrów Kujawski (Weichselstädt) - Aleksandrów Łódzki (Alexanderhof, Wirkheim) - Alwernia | - Andrychów (Andrichau, Heinrichau) - Annopol - Augustów |

### B
| - Babimost (Bomst) - Baborów (Bauerwitz) - Baranów Sandomierski - Barcin (Bartschin, Bartelstädt) - Barczewo (Wartenburg) - Bardo (Wartha) - Barlinek (Berlinchen) - Bartoszyce (Bartenstein) - Barwice (Bärwalde) - Bełchatów (Belchental) - Bełżyce - Będzin (Bendzin, von 1939 bis 1945 Bendsburg) - Biała/Zülz - Biała Piska (Bialla, Gehlenburg) - Biała Podlaska - Biała Rawska - Białaczów - Białobrzegi - Białogard (Belgard) - Biały Bór (Baldenburg) - Białystok - Biecz (Beitsch) - Bielawa (Langenbielau) - Bielsk Podlaski - Bielsko-Biała (Bielitz-Biala) - Bieruń (Berun) - Bierutów (Bernstadt) - Bieżuń - Biłgoraj - Bircza - Biskupiec (Bischofsburg) - Bisztynek (Bischofstein) - Blachownia - Błaszki (Schwarzau) - Błażowa - Błonie - Bobolice (Bublitz) - Bobowa - Bobrowniki - Bochnia (Salzberg) | - Bodzanów - Bodzentyn - Bogatynia (Reichenau in Sachsen) - Bogoria - Boguchwała - Boguszów-Gorce (Gottesberg) - Bojanowo (Bojanowo, Schmücken) - Bolesławiec, Woiwodschaft Łódź - Bolesławiec (Bunzlau), Woiwodschaft Niederschlesien - Bolimów - Bolków (Bolkenhain) - Borek Wielkopolski (Borek, Borken) - Borne Sulinowo (Groß Born) - Braniewo (Braunsberg) - Brańsk - Brodnica (Strasburg) - Brody (Pförten) - Brok - Brusy (Bruß) - Brwinów - Brzeg Dolny (Dyhernfurth) - Brzeg (Brieg) - Brzesko - Brzeszcze - Brześć Kujawski (Brest) - Brzeziny (Brezin) - Brzostek - Brzozów (Bresen) - Budzyń (Budsin) - Buk (Buk, Buchenstadt) - Bukowno - Busko-Zdrój - Bychawa - Byczyna (Pitschen) - Bydgoszcz (Bromberg) - Bystrzyca Kłodzka (Habelschwerdt) - Bytom Odrzański (Beuthen an der Oder) - Bytom (Beuthen in Oberschlesien) - Bytów (Bütow) |

### C
| - Cedynia (Zehden) - Cegłów - Chełm - Chełmek (Chelmek) - Chełmno (Kulm) - Chełmża (Kulmsee) - Chęciny - Chmielnik - Chocianów (Kotzenau) - Chociwel (Freienwalde) - Chocz - Chodecz (Godetz) - Chodzież (Kolmar in Posen) - Chojna (Königsberg/Neumark) - Chojnice (Konitz) - Chojnów (Haynau) - Choroszcz - Chorzele (Chorzellen) - Chorzów (Königshütte) - Choszczno (Arnswalde) - Chrzanów (Krenau) - Ciechanowiec - Ciechanów (Zichenau) - Ciechocinek - Ciepielów | - Cieszanów - Cieszyn (Teschen) - Ciężkowice (Hardenberg) - Cybinka (Ziebingen) - Czaplinek (Tempelburg) - Czarna Białostocka - Czarna Woda (Schwarzwasser) - Czarne (Hammerstein) - Czerniejewo (Schwarzenau) - Czarnków (Czarnikau, Scharnikau) - Czarny Dunajec - Czchów (Weißenkirchen) - Czechowice-Dziedzice (Czechowitz-Dzieditz) - Czeladź - Czemierniki - Czempiń (Tschempin, Karlhausen) - Czersk (Heiderode) - Czerwieńsk (Rothenburg an der Oder) - Czerwionka-Leszczyny (Czerwionka-Leschczin) - Czerwińsk nad Wisłą - Częstochowa (Tschenstochau) - Człopa (Schloppe) - Człuchów (Schlochau) - Czyżew - Ćmielów |

### D
| - Darłowo (Rügenwalde) - Dąbie (Dabie, Dombie, 1940–1945 Eichstädt) - Dąbrowa Białostocka - Dąbrowa Górnicza (Dobrau) - Dąbrowa Tarnowska - Dąbrowice - Debrzno (Preußisch-Friedland) - Dębica - Dęblin - Dębno (Neudamm) - Dobczyce (Schlossberg) - Dobiegniew (Woldenberg) - Dobra (Doberbühl), Woiwodschaft Großpolen - Dobra (Daber), Woiwodschaft Westpommern - Dobre - Dobre Miasto (Guttstadt) - Dobrodzień/Guttentag - Dobrzany (Jakobshagen) - Dobrzyca | - Dobrzyń nad Wisłą (Dobrin an der Weichsel) - Dolsk (Dolzig) - Drawno (Neuwedell) - Drawsko Pomorskie (Dramburg) - Drezdenko (Driesen) - Drobin - Drohiczyn - Drzewica - Dubiecko - Dukla - Duszniki-Zdrój (Bad Reinerz) - Dynów (Denoph) - Działdowo (Soldau) - Działoszyce - Działoszyn (Dilltal) - Dzierzgoń (Christburg) - Dzierżoniów (Reichenbach) - Dziwnów (Berg Dievenow) |

### E
| - Elbląg (Elbing) | - Ełk (Lyck) |

### F
| - Frampol | - Frombork (Frauenburg) |

### G
| - Garwolin - Gąbin (Gombin) - Gąsawa (Gonsawa) - Gdańsk (Danzig) - Gdynia (Gdingen, 1939–1945 Gotenhafen) - Gielniów - Giżycko (Lötzen) - Glinojeck - Gliwice (Gleiwitz) - Głogów Małopolski (Glogau) - Głogów (Glogau) - Głogówek/Oberglogau - Głowaczów - Głowno - Głubczyce (Leobschütz) - Głuchołazy (Bad Ziegenhals) - Głuszyca (Wüstegiersdorf) - Gniew (Mewe) - Gniewkowo (Argenau) - Gniezno (Gnesen) - Gogolin - Golczewo (Gülzow) - Goleniów (Gollnow) - Golina (Gollin) - Golub-Dobrzyń (Gollub) - Gołańcz (Gollantsch, Schwertburg) - Gołdap (Goldap) | - Goniądz - Goraj - Gorlice (Görlitz) - Gorzów Śląski (Landsberg) - Gorzów Wielkopolski (Landsberg an der Warthe) - Gostynin (Gasten, Waldrode) - Gostyń (Gostyn, Gostingen) - Gościno (Groß Jestin) - Gowarczów - Gozdnica (Freiwaldau) - Góra (Guhrau) - Góra Kalwaria - Górowo Iławeckie (Landsberg/Ostpreußen) - Górzno (Gorzno, Görzberg) - Grabów - Grabów nad Prosną (Grabow, Altwerder) - Grajewo - Grodków (Grottkau) - Grodzisk Mazowiecki - Grodzisk Wielkopolski (Grätz) - Grójec - Grudziądz (Graudenz) - Grybów (Grünberg) - Gryfice (Greifenberg/Pommern) - Gryfino (Greifenhagen) - Gryfów Śląski (Greiffenberg/Schlesien) - Gubin (Guben) |

### H
| - Hajnówka/Гайнаўка - Halinów | - Hel (Hela) - Hrubieszów |

### I
| - Iława (Deutsch Eylau) - Iłowa (Halbau) - Iłża - Imielin - Inowłódz - Inowrocław (Inowratzlaw, Hohensalza) | - Ińsko (Nörenberg) - Iwaniska - Iwonicz-Zdrój - Izbica - Izbica Kujawska (Mühltal) |

### J
| - Jabłonowo Pomorskie (Goßlershausen) - Jadów - Janikowo (Amsee) - Janowiec Wielkopolski (Janowitz) - Janów Lubelski - Jaraczewo (Jaratschewo) - Jarocin (Jarotschin) - Jarosław (Jaroslau) - Jasień (Gassen) - Jasło (Jessel) - Jastarnia (Heisternest) - Jastrowie (Jastrow) - Jastrząb - Jastrzębie-Zdrój (Bad Königsdorf-Jastrzemb) - Jawor (Jauer) - Jawornik Polski | - Jaworzno - Jaworzyna Śląska (Königszelt) - Jedlicze - Jedlina-Zdrój (Bad Charlottenbrunn) - Jedlnia-Letnisko - Jedwabne - Jelcz-Laskowice (Jeltsch-Laskowitz) - Jędrzejów - Jelenia Góra (Hirschberg) - Jeziorany (Seeburg) - Jeżów - Jordanów (Ilmenau) - Józefów (Powiat Biłgorajski) - Józefów (Powiat Otwocki) - Józefów nad Wisłą - Jutrosin (Jutroschin, Orlahöh) |

### K
| - Kaczory (Erpel) - Kalety (Kalet, Stahlhammer) - Kalisz Pomorski (Kallies) - Kalisz (Kalisch) - Kalwaria Zebrzydowska - Kałuszyn - Kamieniec Ząbkowicki (Kamenz) - Kamienna Góra (Landeshut) - Kamień Krajeński (Kamin) - Kamień Pomorski (Kammin) - Kamieńsk - Kamionka - Kańczuga - Karczew - Kargowa (Unruhstadt) - Karlino (Körlin) - Karpacz (Krummhübel/Brückenberg) - Kartuzy (Karthaus) - Katowice (Kattowitz) - Kazanów - Kazimierz Dolny - Kazimierza Wielka - Kąty Wrocławskie (Kanth) - Kcynia (Exin, 1939–1940 Prien am Berge) - Kędzierzyn-Koźle (Kandrzin, Heydebreck-Cosel) - Kępice (Hammermühle) - Kępno (Kempen) - Kętrzyn (Rastenburg) - Kęty (Kety, Liebenwerde) - Kielce - Kiernozia - Kietrz (Katscher) - Kikół - Kisielice (Freistadt/Westpreußen) - Kleczew (Lehmstädt) - Kleszczele - Klimontów - Kluczbork (Kreuzburg) - Kłecko (Kletzko, Klötzen/Warthe) - Kłobuck - Kłodawa (Tonningen) - Kłodzko (Glatz) - Knurów (Knurow) - Knyszyn - Kobylin (Kobylin, Koppelstädt) - Kobylnica (Kublitz) - Kobyłka - Kock - Kolbuszowa (Kohlbusch) - Kolno - Kolonowskie/Colonnowska - Koluszki - Kołaczyce - Koło (1939–1945 Warthbrücken) - Kołobrzeg (Kolberg) | - Koniecpol - Konin - Konstancin-Jeziorna - Konstantynów Łódzki (Tuchingen) - Końskie - Końskowola - Koprzywnica - Korfantów (Friedland/Oberschlesien) - Koronowo (Krone/Brahe) - Korsze (Korschen) - Kosów Lacki - Kostrzyn nad Odrą (Küstrin) - Kostrzyn Wielkopolski (Kostschin) - Koszalin (Köslin) - Koszyce - Kościan (Kosten) - Kościerzyna (Berent) - Kowal - Kowalewo Pomorskie (Schönsee) - Kowary (Schmiedeberg) - Koziegłowy - Kozienice - Koźmin Wielkopolski (Koschmin, Horleburg) - Koźminek - Kożuchów (Freistadt in Schlesien) - Kórnik (Kurnik, Burgstadt) - Krajenka (Krojanke) - Kraków (Krakau) - Krapkowice (Krappitz) - Krasnobród - Krasnystaw - Kraśnik - Krobia (Kröben) - Krosno Odrzańskie (Crossen an der Oder) - Krosno (Krossen/Wislok) - Krośniewice (Kroßwitz) - Krotoszyn (Krotoschin) - Kruszwica (Kruschwitz) - Krynica Morska (Kahlberg) - Krynica-Zdrój - Krynki - Krzanowice (Kranowitz, Kranstädt) - Krzepice - Krzeszowice (Kressendorf) - Krzywiń (Kriewen) - Krzyż Wielkopolski (Kreuz) - Książ Wielki - Książ Wielkopolski (Xions, Schonz) - Kudowa-Zdrój (Bad Kudowa) - Kunów - Kurów - Kutno - Kuźnia Raciborska (Ratiborhammer) - Kwidzyn (Marienwerder) |

### L
| - Lądek-Zdrój (Bad Landeck) - Latowicz - Lębork (Lauenburg in Pommern) - Lędziny (Lendzin) - Legionowo - Legnica (Liegnitz) - Lesko - Leśna (Marklissa) - Leśnica/Leschnitz - Leszno (Lissa, bis 1920 Polnisch Lissa) - Lewin Brzeski (Löwen) - Leżajsk - Libiąż (Liebenzberg) - Lidzbark Warmiński (Heilsberg) - Lidzbark (Lautenburg) - Limanowa (Ilmenau) - Lipiany (Lippehne) - Lipno (Lippe) - Lipsk - Lipsko | - Lubaczów - Lubań (Lauban) - Lubartów - Lubawa (Löbau in Westpreußen) - Lubawka (Liebau) - Lubień Kujawski - Lubin (Lüben) - Lublin - Lubliniec (Lublinitz, Loben) - Lubniewice (Königswalde) - Lubomierz (Liebenthal) - Luboń (Luban, 1939–1943 Lobau) - Lubowidz - Lubraniec (Lutbrandau) - Lubsko (Sommerfeld) - Lubycza Królewska - Lutomiersk - Lututów (1943–1945 Landstätt) - Lwówek Śląski (Löwenberg) - Lwówek (Neustadt/Pinne, Kirschneustadt) |

### Ł
| - Łabiszyn (Labischin, Lüderitz) - Łagów - Łańcut (Landshut) - Łapy - Łasin (Lessen) - Łask (Lask) - Łaskarzew - Łaszczów - Łaziska Górne (Ober Lazisk) - Łazy (Lazy) - Łeba (Leba) - Łęczna | - Łęczyca (Lentschütz) - Łęknica (Lugknitz) - Łobez (Labes) - Łobżenica (Lobsens) - Łochów - Łódź (Lodz, 1939 Lodsch, 1940–1945 Litzmannstadt) - Łomianki - Łomża (Lomscha) - Łopuszno - Łosice - Łowicz (Lowitsch) - Łuków |

### M
| - Maciejowice - Magnuszew - Maków Mazowiecki (Mackow, Mackeim) - Maków Podhalański (Mohnau) - Malbork (Marienburg) - Małogoszcz - Małomice (Mallmitz) - Margonin (Margonin) - Marki - Maszewo (Massow) - Miasteczko Krajeńskie - Miasteczko Śląskie (Georgenberg) - Miastko (Rummelsburg) - Michałowo - Miechów - Międzybórz (Medzibor, Neumittelwalde) - Międzychód (Birnbaum) - Międzylesie (Mittelwalde) - Międzyrzecz (Meseritz) - Międzyrzec Podlaski - Międzyzdroje (Misdroy) - Miejska Górka (Görchen) - Miękinia (Nimkau) - Mielec (Mühlenz) - Mielno (Großmöllen) - Mieroszów (Friedland) - Mieszkowice (Bärwalde) - Mieścisko (Mietschisko/Markstädt) - Mikołów (Nikolai) - Mikołajki (Nikolaiken) - Mikstat (Mixstadt) | - Milanówek - Milicz (Militsch) - Miłakowo (Liebstadt) - Miłomłyn (Liebemühl) - Miłosław (Miloslaw, Liebenstadt) - Mińsk Mazowiecki - Mirosławiec (Märkisch Friedland) - Mirsk (Friedeberg) - Mława (Mielau) - Młynary (Mühlhausen) - Modliborzyce - Mogielnica - Mogilno (Mogilno) - Mońki - Morąg (Mohrungen) - Morawica - Mordy - Moryń (Mohrin) - Mosina (Moschin) - Mrągowo (Sensburg) - Mrocza (Mrotschen) - Mrozy - Mszana Dolna (Königsberg) - Mszczonów - Murowana Goślina (Murowana-Goslin) - Muszyna (Popperthal) - Myślenice (Mischlenitz) - Myślibórz (Soldin/Neumark) - Mysłowice (Myslowitz) - Myszków - Myszyniec |

### N
| - Nakło nad Notecią (Nakel) - Nałęczów - Namysłów (Namslau) - Narol - Nasielsk - Nekla - Nidzica (Neidenburg) - Niemcza (Nimptsch) - Niemodlin (Falkenberg) - Niepołomice - Nieszawa (Nessau) - Nisko (Niederau) - Nowa Dęba (Neueichen) - Nowa Ruda (Neurode) - Nowa Sarzyna - Nowa Słupia - Nowa Sól (Neusalz an der Oder) - Nowe Brzesko - Nowe Miasteczko (Neustädtel) | - Nowe Miasto - Nowe Miasto Lubawskie (Neumark / Westpreußen) - Nowe Miasto nad Pilicą - Nowe Skalmierzyce (Neu Skalmierschütz) - Nowe Warpno (Neuwarp) - Nowe (Neuenburg/Weichsel) - Nowogard (Naugard) - Nowogród Bobrzański (Naumburg am Bober) - Nowogrodziec (Naumburg am Queis) - Nowogród - Nowy Dwór Gdański (Tiegenhof) - Nowy Dwór Mazowiecki (Neuhof) - Nowy Korczyn - Nowy Sącz (Neusandez) - Nowy Staw (Neuteich / Westpreußen) - Nowy Targ (Neumarkt) - Nowy Tomyśl (Neutomischel) - Nowy Wiśnicz (Weinberg) - Nysa (Neisse) |

### O
| - Oborniki Śląskie (Obernigk) - Oborniki (Obornik) - Obrzycko (Obersitzko) - Odolanów (Adelnau) - Odrzywół - Ogrodzieniec - Okonek (Ratzebuhr) - Oleszyce - Olecko (Treuburg/Marggrabowa) - Olesno (Rosenberg/Oberschlesien) - Oleśnica (Oels) - Oleśnica - Olkusz (Olkusch, Ilkenau) - Olsztyn (Allenstein) - Olsztyn (Woiwodschaft Schlesien) - Olsztynek (Hohenstein) - Olszyna (Langenöls) - Oława (Ohlau) - Opalenica (Opalenitza, Oppenbach) - Opatów (Abtau) - Opatówek (1940–1945 Spatenfelde) - Opatowiec - Opoczno - Orneta (Wormditt) - Opole (Oppeln) | - Opole Lubelskie - Orzesze (Orzesche) - Orzysz (Arys) - Osieck - Osieczna (Storchnest) - Osiek - Osjaków - Ostroróg (Scharfenort) - Ośno Lubuskie (Drossen) - Ostróda (Osterode) - Ostrołęka (Ostrolenka, Scharfenwiese) - Ostrów Lubelski - Ostrów Mazowiecka - Ostrów Wielkopolski (Ostrowo) - Ostrowiec Świętokrzyski - Ostrzeszów (Schildberg) - Oświęcim (Auschwitz) - Otmuchów (Ottmachau) - Otwock - Otyń (Deutsch Wartenberg) - Ozimek (Malapane) - Ozorków (Brunnstadt) - Ożarów Mazowiecki - Ożarów |

### P
| - Pabianice (Pabianitz) - Pacanów - Paczków (Patschkau) - Pajęczno (1940 Peinstett, 1940–1943 Pfeilstett, 1943–1945 Pfeilstädt) - Pakość (Pakosch) - Parczew - Parzęczew - Pasłęk (Preußisch Holland) - Pasym (Passenheim) - Pelplin (Pelplin) - Pełczyce (Bernstein/Neumark) - Piaseczno - Piaski - Piastów - Piątek (1943–1945 Quadenstädt) - Piechowice (Petersdorf) - Piekary Śląskie (Deutsch-Piekar) - Piekoszów - Pieniężno (Mehlsack) - Pieńsk (Penzig) - Pierzchnica - Pieszyce (Peterswaldau) - Pilica (Pilitza) - Pilzno (Pilsen) - Piła (Schneidemühl) - Piława Górna (Gnadenfrei) - Pińczów - Pionki - Piotrków Kujawski (Petrikau) - Piotrków Trybunalski (Petrikau) - Pisz (Johannisburg) - Piszczac - Piwniczna-Zdrój - Pleszew (Pleschen) - Płock (Plotzk, 1939–1945 Schröttersburg) - Płońsk (Plonsk, Plöhnen) - Płoty (Plathe) - Pniewy (Pinne) - Pobiedziska (Pudewitz) - Poddębice (Wandalenbrück) - Podkowa Leśna | - Pogorzela (Pogorzela, Brandenstein) - Polanica-Zdrój (Bad Altheide) - Polanów (Pollnow) - Police (Pölitz) - Polkowice (Polkwitz, Heerwegen) - Połaniec - Połczyn-Zdrój (Bad Polzin) - Poniatowa - Poniec (Punitz) - Poręba (Poremba) - Poznań (Posen) - Prabuty (Riesenburg) - Praszka (Praschka, Praschkau) - Prochowice (Parchwitz) - Proszowice - Prószków/Proskau - Pruchnik - Prudnik (Neustadt O.S.) - Prusice (Prausnitz) - Pruszcz (Prust) - Pruszcz Gdański (Praust) - Pruszków - Przasnysz (Praschnitz) - Przecław - Przedbórz - Przedecz (Moosburg) - Przemków (Primkenau) - Przemyśl (1941–1945 Deutsch Przemysl) - Przeworsk - Przyrów - Przysucha - Przytyk - Pszczyna (Pleß) - Pszów (Pschow) - Puck (Putzig) - Puławy - Pułtusk (Pultusk, Ostenburg) - Puszczykowo (Puschkau) - Pyrzyce (Pyritz) - Pyskowice (Peiskretscham) - Pyzdry (Peisern) |

### R
| - Rabka-Zdrój (Bad Rabka) - Raciąż - Racibórz (Ratibor) - Radków (Wünschelburg) - Radlin - Radłów - Radom - Radomsko - Radomyśl Wielki - Radoszyce - Radymno - Radziejów (1939–1945: Rädichau) - Radzionków (Radzionkau) - Radzymin - Radzyń Chełmiński (Rehden) - Radzyń Podlaski - Rajgród (Raygrod) - Rakoniewice (Rakwitz) - Raszków (Raschkow, Raschkau) - Rawa Mazowiecka - Rawicz (Rawitsch) - Recz (Reetz) - Reda (Rheda) - Rejowiec | - Rejowiec Fabryczny - Resko (Regenwalde) - Reszel (Rößel) - Rogoźno (Rogasen) - Ropczyce - Różan - Rozprza - Ruciane-Nida (Rudschanny, Niedersee-Nida, Nieden) - Ruda Śląska (Ruda) - Rudnik nad Sanem - Rumia (Rahmel) - Rybnik (Rybnik) - Rychtal (Reichthal) - Rychwał (Warthbrücken) - Rydułtowy (Rydultau) - Rydzyna (Reisen) - Ryglice (Reglitz) - Ryki - Rymanów (Reimannshau) - Ryn (Rhein) - Rypin (Rippin) - Rzepin (Reppen) - Rzgów (Lancellenstätt) - Rzeszów (1941–1945 Reichshof) |

### S
| - Sandomierz (Sendomir) - Sanniki (1943–1945 Sannikau) - Sanok - Ścinawa (Steinau) - Sędziszów Małopolski - Sędziszów - Sejny - Sępólno Krajeńskie (Zempelburg) - Sępopol (Schippenbeil) - Serock - Sianów (Zanow) - Siechnice (Tschechnitz, Kraftborn) - Siedlce - Siedliszcze - Siemianowice Śląskie (Siemianowitz / Laurahütte) - Siemiatycze - Sieniawa - Siennica - Sienno - Sieradz (Schieratz) - Sieraków (Zirke) - Sierpc (Schirps, Sichelberg) - Siewierz - Skała - Skalbmierz - Skarszewy (Schöneck) - Skaryszew - Skarżysko-Kamienna - Skawina (Konradshof) - Skępe - Skierniewice - Skoczów (Skotschau) - Skoki (Schokken) - Skórcz (Skurz) - Skwierzyna (Schwerin an der Warthe) - Sława (Schlawa, Schlesiersee) - Sławków - Sławno (Schlawe) - Ślesin (Schlüsselsee) - Słomniki - Słubice (Frankfurt/Oder-Dammvorstadt) - Słupca (Grenzhausen) - Słupsk (Stolp) - Śmigiel (Schmiegel) - Sobków - Sobótka (Zobten) - Sochaczew - Sochocin - Sokółka - Sokołów Małopolski - Sokołów Podlaski - Solec Kujawski (Schulitz) - Solec nad Wisłą - Sompolno (Deutscheneck) - Sopot (Zoppot) - Sośnicowice (Kieferstädtel) - Sosnowiec (Sosnowitz) - Śrem (Schrimm) - Środa Śląska (Neumarkt in Schlesien) - Środa Wielkopolska (Schroda) - Stalowa Wola - Stąporków - Starachowice - Stargard (Stargard/Pommern) - Starogard Gdański (Preußisch Stargard) - Stary Sącz (Altsandez) | - Staszów - Stawiski - Stawiszyn - Stepnica - Stęszew (Stenschewo, Seenbrück) - Stoczek Łukowski - Stopnica - Stronie Śląskie (Seitenberg) - Strumień (Schwarzwasser) - Stryków (Strickau) - Strzegom (Striegau) - Strzelce Krajeńskie (Friedeberg/Neumark) - Strzelce Opolskie (Groß Strehlitz) - Strzelecki/Klein Strehlitz - Strzelin (Strehlen) - Strzelno (Strelno) - Strzyżów - Sucha Beskidzka - Suchań (Zachan) - Suchedniów - Suchowola - Sulechów (Züllichau) - Sulęcin (Zielenzig) - Sulejów - Sulejówek - Sułkowice - Sulmierzyce (Sulmirschütz) - Supraśl - Suraż - Susz (Rosenberg) - Suwałki (Suwalken, Sudauen) - Swarzędz (Schwersenz) - Świątniki Górne - Świdnica (Schweidnitz) - Świdnik - Świdwin (Schivelbein) - Świebodzice (Freiburg in Schlesien) - Świebodzin (Schwiebus) - Świecie (Schwetz) - Świeradów-Zdrój (Bad Flinsberg) - Świerzawa (Schönau an der Katzbach) - Świętochłowice (Schwientochlowitz) - Świnoujście (Swinemünde) - Syców (Groß Wartenberg) - Szadek (Schadeck) - Szamocin (Samotschin) - Szamotuły (Samter) - Szczawnica - Szczawno-Zdrój (Obersalzbrunn, Bad Salzbrunn) - Szczebrzeszyn - Szczecin (Stettin) - Szczecinek (Neustettin) - Szczekociny - Szczucin - Szczyrk (Schirk) - Szczytna (Rückers) - Szczytno (Ortelsburg) - Szepietowo - Szklarska Poręba (Schreiberhau) - Szlichtyngowa (Schlichtingsheim) - Szprotawa (Sprottau) - Sztum (Stuhm) - Szubin (Schubin, Altburgund) - Szydłów - Szydłowiec |

### T
| - Tarczyn - Tarnobrzeg - Tarnogród - Tarnowskie Góry (Tarnowitz) - Tarnów (Tarnau) - Tczew (Dirschau) - Terespol - Tłuszcz - Tolkmicko (Tolkemit) - Tomaszów Lubelski (Tomaschew) - Tomaszów Mazowiecki (Tomaschow an der Piliza) - Toruń (Thorn) - Torzym (Sternberg) - Toszek (Tost) - Trzcianka (Schönlanke) - Trzciel (Tirschtiegel) - Trzcińsko-Zdrój (Bad Schönfließ / Neumark) - Trzebiatów (Treptow an der Rega) | - Trzebinia - Trzebnica (Trebnitz) - Trzemeszno (Tremessen) - Tuchola (Tuchel) - Tuchów (Tuchenau) - Tuczno (Tütz) - Tuliszków (Tulischau) - Tułowice (Tillowitz) - Turek - Turobin - Tuszyn (Tuschin) - Twardogóra (Festenberg) - Tychowo (Groß Tychow) - Tychy (Tichau) - Tyczyn (Tietzern) - Tykocin - Tyszowce |

### U
| - Ujazd, Woiwodschaft Łódź - Ujazd/Ujest, Woiwodschaft Oppeln - Ujście (Usch) - Ulanów - Uniejów (Brückstädt) | - Urzędów - Ustka (Stolpmünde) - Ustroń (Ustron) - Ustrzyki Dolne |

### W
| - Wadowice (Wadowitz, Frauenstadt) - Wałbrzych (Waldenburg) - Wałcz (Deutsch-Krone) - Warka - Warszawa (Warschau) - Warta - Wasilków - Wąbrzeźno (Briesen) - Wąchock - Wągrowiec (Wongrowitz, Eichenbrück) - Wąsosz (Herrnstadt) - Wąwolnica - Wejherowo (Neustadt in Westpreußen) - Węgliniec (Kohlfurt) - Węgorzewo (Angerburg) - Węgorzyno (Wangerin) - Węgrów - Wiązów (Wansen) - Wielbark - Wieleń (Filehne a. d. Netze) - Wielichowo (Wielichowo, Wiesenstadt) - Wieliczka (Groß Salze) - Wieluń (Welun, Welungen) - Wieruszów (Werischau) - Więcbork (Vandsburg) - Wilamowice (Wilmesau) - Wiskitki - Wisła (Weichsel) - Wiślica - Witkowo (Witkowo, Wittingen/Warthe) - Witnica (Vietz) | - Wleń (Lähn) - Władysławowo - Włocławek (Leslau) - Włodawa - Włodowice - Włoszczowa - Wodzisław - Wodzisław Śląski (Wladzislaw, Loslau) - Wojcieszów (Kauffung) - Wojkowice - Wojnicz - Wolbórz - Wolbrom (Wolfram, Wohlborn) - Wolin (Wollin) - Wolsztyn (Wollstein) - Wołczyn (Konstadt am Stober) - Wołomin - Wołów (Wohlau) - Woźniki (Woischnik) - Wrocław (Breslau) - Wronki (Wronke, Warthestadt) - Września (Wreschen) - Wschowa (Fraustadt) - Wyrzysk (Wirsitz) - Wysoka (Wissek, 1942–1945: Weißeck) - Wysokie Mazowieckie - Wyszków - Wyszogród - Wyśmierzyce |

### Z
| - Zabłudów - Zabrze (Hindenburg) - Zagórów (Hinterberg) - Zagórz - Zaklików - Zakopane - Zakroczym - Zalewo (Saalfeld) - Zambrów - Zamość (Zamosch) - Zaniemyśl (Santomischel) - Zator (Neuenstadt an der Schaue) - Zawadzkie (Zawadzki, Andreashütte) - Zawichost - Zawidów (Seidenberg) - Zawiercie (Warthenau) - Ząbki - Ząbkowice Śląskie (Frankenstein) - Zbąszyń (Bentschen) | - Zbąszynek (Neu Bentschen) - Zduny (Zduny, Treustädt) - Zduńska Wola (Freihaus) - Zdzieszowice (Deschowitz, Odertal) - Zelów - Zgierz (Görnau) - Zgorzelec (Görlitz-Ost) - Zielona Góra (Grünberg) - Zielonka - Ziębice (Münsterberg) - Złocieniec (Falkenburg) - Złoczew (Schlötzau) - Złotoryja (Goldberg) - Złotów (Flatow) - Złoty Stok (Reichenstein) - Zwierzyniec - Zwoleń |

### Ż
| - Żabno - Żagań (Sagan) - Żarki - Żarnów - Żarów (Saarau) - Żary (Sorau) - Żelechów - Żerków (Zerkow, Zirkau) | - Żmigród (Trachenberg) - Żnin (Znin, Dietfurt) - Żory (Sohrau) - Żukowo - Żuromin (Görtzen) - Żychlin (Zichlin) - Żyrardów - Żywiec (Saybusch) |